# Solange on love
|  | Denne artikel er oprettet af botten PalnaBot ud fra en ekstern database. Den kan derfor have sproglige fejl eller mangler. Denne skabelon kan fjernes efter kontrol af indholdet. |

Solange on love er en film instrueret af Tine Katinka Jensen.

## Handling
Dette er historien om to kvinder med det samme navn - Solange. Den ene Solange er mor til to små børn og tjener sine penge ved at passe på de parkerede biler i Santiagos gader. Hun er 22 år, rapkæftet og intens, og hun har betalt en høj pris for at blive sammen med kæresten Pato, børnenes far. Pato stjæler hendes sko og sælger dem for at få penge til crack. Han ryger ind og ud af fængsel og er sjældent til stede som far til deres børn - men han får Solange til at smile! Den anden Solange, er en smuk og forførende pige på 15, som bor med sin familie på en af de bakketoppe, som omgiver byen Valparaiso. Hun er skolepige og en god Cueca danser, og hun kan hverken holde sine hænder eller læber fra sin kæreste Esteban. Trangen til at være tæt fylder alt. De to mødes i parken i al hemmelighed og sniger sig hjem under lagnerne, når forældrene er ude. Året efter har de et barn sammen, og livet forandrer sig drastisk for de unge forældre.